# Acamptopappus
Acamptopappus – rodzaj roślin z podrodziny Asteroideae w obrębie rodziny astrowatych (Asteraceae). Obejmuje dwa gatunki – A. shockleyi i A. sphaerocephalus. Oba łączone były w sekcję Acamptopappus A. Gray, Mem. Amer. Acad. Arts ser. 2. 4: 76. 10 Feb 1849 w obrębie rodzaju Haplopappus. Rodzaj należy do plemienia Astereae Cass., podrodziny Asteroideae (Juss.) Chev. Obaj przedstawiciele występują na pustyniach południowo-zachodniej części Ameryki Północnej.